# روبن دوارتي
روبن دوارتي سانشيز (بالإسبانية: Rubén Duarte Sánchez) هو لاعب كرة قدم إسباني في مركز الدفاع ولد في يوم 18 أكتوبر 1995 في ألميريا في إسبانيا، يلعب حالياً مع نادي إسبانيول كما لعب مع منتخب إسبانيا تحت 21 سنة لكرة القدم يبلغ طول اللاعب 180 سم.

## وصلات خارجية
- روبن دوارتي على موقع قاعدة بيانات كرة القدم.إي يو (الإنجليزية)
- روبن دوارتي على موقع Soccerbase.com (لاعب) (الإنجليزية)
- روبن دوارتي على موقع Soccerway.com (الإنجليزية)
- روبن دوارتي على موقع عالم كرة القدم.نت (الإنجليزية)
- روبن دوارتي على موقع كووورة
- روبن دوارتي على موقع AS.com (الإسبانية)

- صفحة الللاعب على موقع نادي إسبانيول
- روبن دوارتي على موقع بي دي فوتبول
- روبن دوارتي على موقع سوكرواي